# Дмитрук Богдан Олександрович
Богда́н Олекса́ндрович Дмитру́к — полковник Збройних сил України, учасник російсько-української війни. Повний лицар ордена Богдана Хмельницького. Кавалер ордена «За мужність» III ступеня.

## З життєпису
Богдан Дмитрук народився в Нікополі. Закінчив Харківський військовий університет. 2011 року він, незадоволений станом справ в Збройних силах України, у званні майора пішов у відставку. До 2014 року мав приватний бізнес — станцію технічного обслуговування. У серпні 2014 року, подолавши бюрократичні перешкоди, повернувся в армію. У січні 2015-го був поранений осколками гранати в живіт і в ногу. Станом на жовтень 2015-го — командир 2-го батальйону, з липня 2016 командир 1-го батальйону, 93-тя бригада.
Мав стосунки з народною депутаткою Мар'яною Безуглою.

## Нагороди
- Орден Богдана Хмельницького I ст. (13 квітня 2022) — за особисту мужність і самовіддані дії, виявлені у захисті державного суверенітету та територіальної цілісності України, вірність військовій присязі[2];
- Орден Богдана Хмельницького II ст. (21 серпня 2020) — за вагомий особистий внесок у зміцнення обороноздатності Української держави, мужність, виявлену під час бойових дій, зразкове виконання службових обов'язків та високий професіоналізм[3];
- Орден Богдана Хмельницького III ст. (10 жовтня 2015) — за особисту мужність і високий професіоналізм, виявлені у захисті державного суверенітету та територіальної цілісності України, вірність військовій присязі[4];
- орден «За мужність» III ступеня (22 січня 2024) — за особисту мужність і самовідданість, виявлені у захисті державного суверенітету та територіальної цілісності України, вірність військовій присязі[5].